# Plavogrli guan
Plavogrli guan (lat. Pipile cumanensis) je vrsta ptice iz roda Aburria, porodice Cracidae koja živi u Južnoj Americi, te je u pojavi poprilično slična puranima.

## Izgled
Duga je prosječno oko 69 centimetara, uključujući ramena i rep, oboje dugo. Glava i vrat su nesrazmjerno tanki i maleni, a rep je nesrazmjerno velik. Većina perja je crno sa zelenkastim sjajom - plavkasto-zelenkastim kod podvrste cumanensis, a maslinastog kod grayi. Ima veliki bijeli pramen na svakome krilu, bijele točke na perju krila i prsa, te bijeli prostor oko oka i potiljak. Kljun je nježno i kobaltno plave boje.

## Ponašanje
Ova ptica se uglavnom pojavljuje u parovima za vrijeme sezone parenja i u većim grupama od uglavnom 12 jedinki, tijekom ostalog vremena. Ako se ne lovi, prilično ju je lako vidjeti. Malo je poznato o razmnožavanju. U Kolumbiji je uočena za vrijeme parenja u veljači i polaganja jaja u svibnju. Gnijezdo se nalazilo u gustoj vegetaciji i bilo je sagrađeno od tankih grančica. U njemu su se nalazila tri žućkasto-bijela jaja.